# Patrick Herrmann
Patrick Herrmann est un footballeur allemand, né le 12 février 1991 à Uchtelfangen en Allemagne. Il jouait en Bundesliga au Borussia Mönchengladbach comme milieu offensif.

## Biographie
Patrick Herrman est un footballeur allemand né à Uchtelfangen, en Illingen, le 12 février 1991.
Il commence son parcours junior dans le club de sa ville natale, le FC Utchtelfangen, pour débarquer à l’âge de 13 ans au 1. FC Saarbrücken et enfin arriver au Borussia Mönchengladbach.
Patrick Herrman passe un an avec l’équipe junior du Borussia avant de jouer dans l’équipe première en 2009 et de signer un contrat pro jusqu’en 2014. Durant la saison 2009-2010, il fait ses premiers pas en Bundesliga mais n’est pas encore titulaire indiscutable (13 matchs pour 1 seul but sur la saison) malgré une passe décisive délivrée à Fabian Bäcker dès sa première minute sur la pelouse du Borussia-Park, cependant il ne va pas tarder à le devenir car dès la saison suivante, il gagne en temps de jeu (24 matchs et 3 buts) et il devient ainsi un élément clé du Borussia.
À Mönchengladbach, Herrman évoluait habituellement sur le côté droit ou en tant que milieu offensif.

## Carrière

### International
Patrick Herrmann fréquente les sélections allemandes de jeunes depuis les moins de 18 ans jusqu'aux espoirs puis sera sélectionné deux fois en équipe nationale.

## Statistiques

### En club
| Saison                | Club                     | Championnat           | Championnat | Championnat | Coupe(s) nationale(s) | Coupe(s) nationale(s) | Compétition(s) continentale(s) | Compétition(s) continentale(s) | Compétition(s) continentale(s) | Playoff | Playoff | Total | Total |
| Saison                | Club                     | Division              | M.          | B.          | M.                    | B.                    | Comp.                          | M.                             | B.                             | M.      | B.      | M.    | B.    |
| 2009-2010             | Borussia Mönchengladbach | Bundesliga            | 13          | 1           | -                     | -                     | -                              | -                              | -                              | -       | -       | 13    | 1     |
| 2010-2011             | Borussia Mönchengladbach | Bundesliga            | 24          | 3           | 2                     | 0                     | -                              | -                              | -                              | -       | -       | 26    | 3     |
| 2011-2012             | Borussia Mönchengladbach | Bundesliga            | 27          | 6           | 5                     | 0                     | -                              | -                              | -                              | -       | -       | 32    | 6     |
| 2012-2013             | Borussia Mönchengladbach | Bundesliga            | 32          | 6           | 2                     | 0                     | C1+C3                          | 2+6                            | 0+0                            | -       | -       | 42    | 6     |
| 2013-2014             | Borussia Mönchengladbach | Bundesliga            | 34          | 6           | 1                     | 0                     | -                              | -                              | -                              | -       | -       | 35    | 6     |
| 2014-2015             | Borussia Mönchengladbach | Bundesliga            | 32          | 11          | 4                     | 1                     | C3                             | 10                             | 4                              | -       | -       | 46    | 16    |
| 2015-2016             | Borussia Mönchengladbach | Bundesliga            | 18          | 3           | 1                     | 0                     | C1                             | 1                              | 0                              | -       | -       | 20    | 3     |
| 2016-2017             | Borussia Mönchengladbach | Bundesliga            | 18          | 1           | 5                     | 0                     | C1+C3                          | 4+4                            | 0+0                            | -       | -       | 31    | 1     |
| 2017-2018             | Borussia Mönchengladbach | Bundesliga            | 23          | 0           | 3                     | 0                     | -                              | -                              | -                              | -       | -       | 26    | 0     |
| 2018-2019             | Borussia Mönchengladbach | Bundesliga            | 24          | 3           | 2                     | 0                     | -                              | -                              | -                              | -       | -       | 26    | 3     |
| 2019-2020             | Borussia Mönchengladbach | Bundesliga            | 27          | 6           | 1                     | 0                     | C3                             | 5                              | 1                              | -       | -       | 33    | 7     |
| 2020-2021             | Borussia Mönchengladbach | Bundesliga            | 27          | 0           | 2                     | 3                     | C1                             | 4                              | 0                              | -       | -       | 33    | 3     |
| 2021-2022             | Borussia Mönchengladbach | Bundesliga            | 23          | 0           | 3                     | 0                     | -                              | -                              | -                              | -       | -       | 26    | 0     |
| 2022-2023             | Borussia Mönchengladbach | Bundesliga            | 21          | 1           | 2                     | 0                     | -                              | -                              | -                              | -       | -       | 23    | 1     |
| 2023-2024             | Borussia Mönchengladbach | Bundesliga            | 8           | 0           | -                     | -                     | -                              | -                              | -                              | -       | -       | 8     | 0     |
| Sous-total            | Sous-total               | Sous-total            | 351         | 47          | 33                    | 4                     | -                              | 36                             | 5                              | 0       | 0       | 420   | 56    |
| Total sur la carrière | Total sur la carrière    | Total sur la carrière | 351         | 47          | 33                    | 4                     | -                              | 36                             | 5                              | 0       | 0       | 420   | 56    |

## Palmarès
Néant